# Andrea Sabatini
Pour les articles homonymes, voir Sabbatini.
Andrea Sabatini ou Sabbatini dit Andrea da Salerno (Salerne, 1487 - 1530) est un peintre italien de la haute Renaissance.

## Biographie
Andrea Sabatini s'est formé dans l'atelier du peintre Andrea Solario, et un disciple de Raphaël qu'il aurait rencontré à Rome en 1511.
Fabrizio Santafede a été son pupille.

## Œuvres

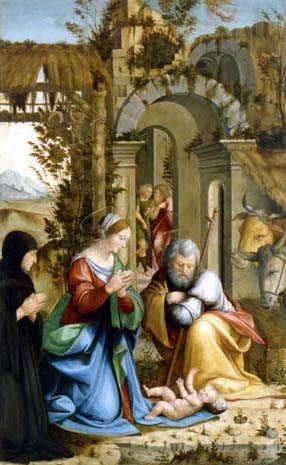
Nativité

Le musée Capodimonte de Naples conserve ses importantes toiles à sujet religieux : les sept docteurs de l'église, Adoration de la Croix, Offrandes des rois mages, Saint Nicolas trônant, Madone, etc.
Il a exécuté de nombreuses fresques dans les églises de Naples : à Santa Maria della Grazie, San Gennaro de' Poveri, etc.

## Sources
- (en) Cet article est partiellement ou en totalité issu de l’article de Wikipédia en anglais intitulé « Andrea Sabbatini » (voir la liste des auteurs).